# Веніамін
Веніамі́н — чоловіче ім'я єврейського походження. Вживається юдеями, християнами і мусульманами.
У деяких країнах і областях ім'я має жіночу форму «Веніаміна» (фр. Benjamine, окс. Benjamina).
Інші українські форми — Веніямин, Веніямін. Зменшені форми — Веня, Венко.

## Походження
Походить від давньоєврейського івр. בִּנְיָמִן, «Беньямін», буквально — «син правої руки». У Старому Заповіті Веніямин — молодший син Якова і його улюбленої дружини Рахілі, рідний брат Йосипа. До української ім'я потрапило через старослов'янське і візантійське посередництво, чим пояснюється і наявність звука «в» замість «б»: грец. Βενιαμιν у давньогрецькій вимові має читатися як «Беніамін», а в середньогрецькій — як «Веніамін». У більшості європейських країн існують форми, що походять з давньогрецької вимови імені через посередництво лат. Benjamin.

## Іменини
- За православним календарем (новий стиль) — 1 жовтня, 20 листопада, 2 грудня, 14 березня, 13 серпня, 20 червня, 26 жовтня, 13 квітня, 27 січня, 11 серпня, 11 січня[3].
- За католицьким календарем — 31 березня, 9 жовтня[4].

## Відомі носії
- Веніямин — молодший син Якова і його улюбленої дружини Рахілі, родоначальник одного з єврейських колін
- Веніямин Печерський (XIII—XIV ст.ст.) — православний святий, чернець Печерського монастиря
- Веніамін Тудельський (1130—1173) — середньовічний єврейський письменник, історик та мандрівник
- Бенджамін Франклін (1706—1790) — політичний діяч, дипломат, вчений, письменник, один із засновників США
- Бенжамен Констан (1767—1830) — французько-швейцарський письменник, публіцист, політичний діяч
- Бенджамін Дізраелі (1804—1881) — англійський політик
- Веніямин I — патріарх Константинопольської церкви в 1936—1946 р.р.
- Веніамін Каверін (справжнє прізвище Зільбер; 1902—1989) — радянський письменник і сценарист
- Бенні Гілл (справжнє ім'я Альфред Готорн Гілл; 1924—1992) — британський комік
- Веніамін Смехов (нар. 1940) — радянський і російський актор театру і кіно, режисер, сценарист, літератор
- Веніамін (Міжінський) (нар. 1966) — архієрей Української православної церкви (Московського патріархату)
- Веніамін (Погребний) (нар. 1979) — архієрей Української православної церкви (Московського патріархату)